# SIPO (Zahlungsverkehr)
Das SIPO (Soustředěné inkaso plateb obyvatelstva) ist das Gebühreneinzugsinkasso der Česká pošta.
In einer Filiale der Tschechischen

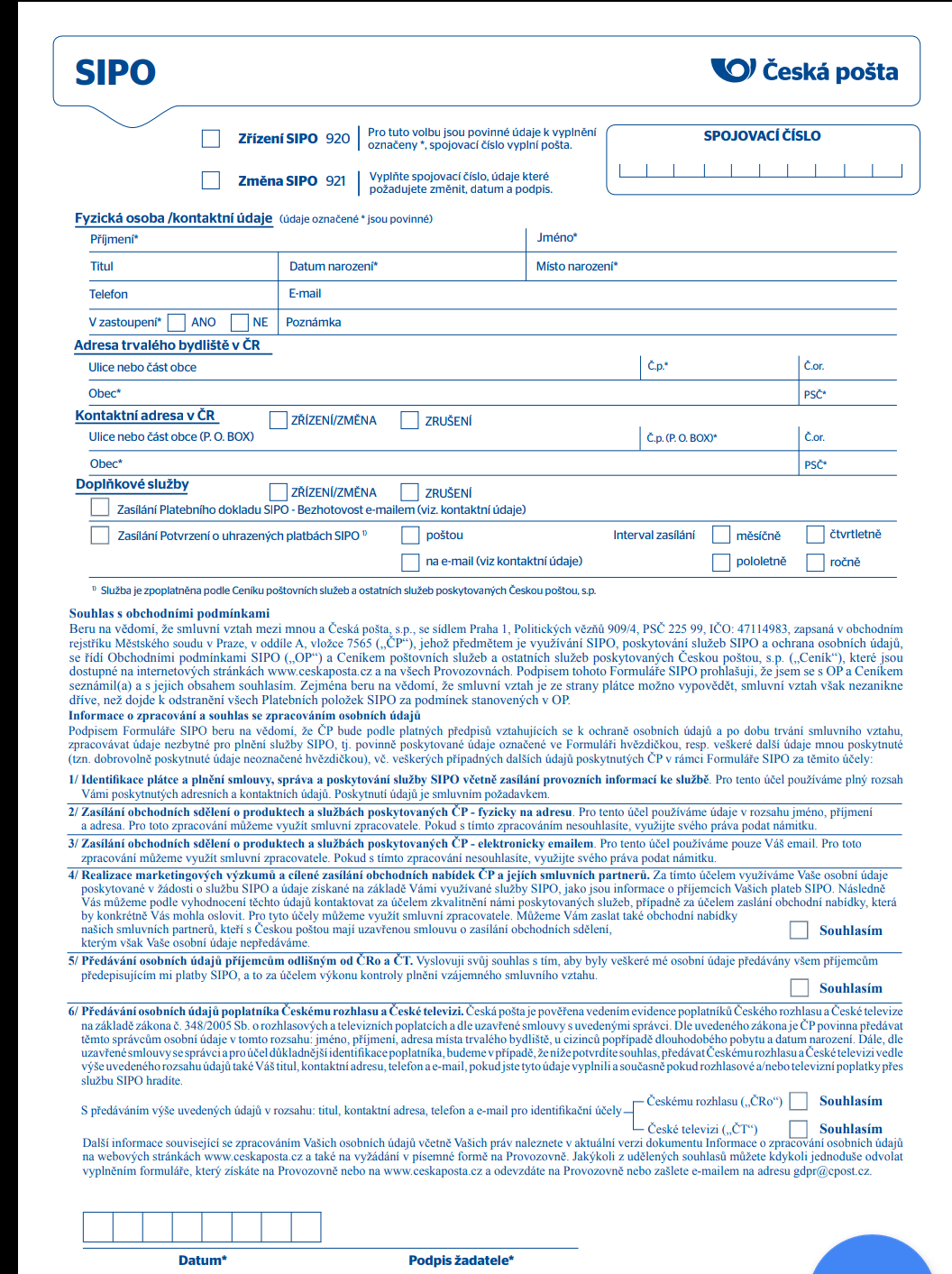
SIPO Formular

Post erhält man die SIPO-Nummer. In einem Formular können mehrere Zahlungen angegeben werden, welche einmal im Monat überwiesen werden sollen. Der Gesamtbetrag wird zuvor bei der Post eingezahlt oder man beauftragt die Post das Inkasso von seinem Postkonto abzuziehen. Die Post wird die Gesamtsumme teilen und an die entsprechende Konten versenden. Das SIPO wird ausschließlich für regelmäßige Zahlungen benutzt. Die Tschechen bezahlen auf diese Art Strom-, Gas-, Telefon- und andere Rechnungen.